# پیتر هاوسمن
پیتر هاوسمن (انگلیسی: Peter Houseman؛ ۲۴ دسامبر ۱۹۴۵ – ۲۰ مارس ۱۹۷۷) یک بازیکن فوتبال اهل بریتانیا بود. 